# Водекран, Жаклин
Жакли́н Водекра́н (фр. Jacqueline Vaudecrane; 22 ноября 1913, IX округ Парижа, Париж, Франция —  27 февраля 2018, Юзес, Франция) — французская фигуристка, выступавшая в женском одиночном катании, один из самых известных тренеров по фигурному катанию в мире.

## Карьера
Водекран начала заниматься фигурным катанием в 7 лет и сразу увлеклась этим видом спорта. Ей трижды удалось победить на национальном чемпионате, однако на чемпионатах мира и Европы Водекран никогда не завоёвывала медалей. С началом Второй мировой войны все турниры временно прекратили своё существование, поэтому она обратилась к тренерской карьере. В качестве тренера Водекран добилась большого успеха. Она занималась с такими фигуристами, как Жак Фавар, Ален Жилетти, Ален Кальма, Жаклин дю Бьеф, Патрик Пера.

## Достижения
| Соревнование       | 1932 | 1933 | 1934 | 1935 | 1936 | 1937 | 1938 | 1939 |
| ------------------ | ---- | ---- | ---- | ---- | ---- | ---- | ---- | ---- |
| Чемпионаты мира    |      |      |      |      | 15   |      |      |      |
| Чемпионаты Европы  | 10   |      |      |      | 16   |      |      |      |
| Чемпионаты Франции | 2    |      |      |      | 2    | 1    | 1    | 1    |